# 뱅상 클레르
뱅상 클레르(Vincent Clerc, 1981년 5월 7일 ~ )는 프랑스의 럭비 유니언 선수이다.